# Tiszyno (obwód królewiecki)
Tiszyno (ros. Тишино) – osiedle w Rosji, w obwodzie królewieckim, w rejonie bagrationowskim. W 2010 liczyło 453 mieszkańców.